# 中华人民共和国电子游戏产业

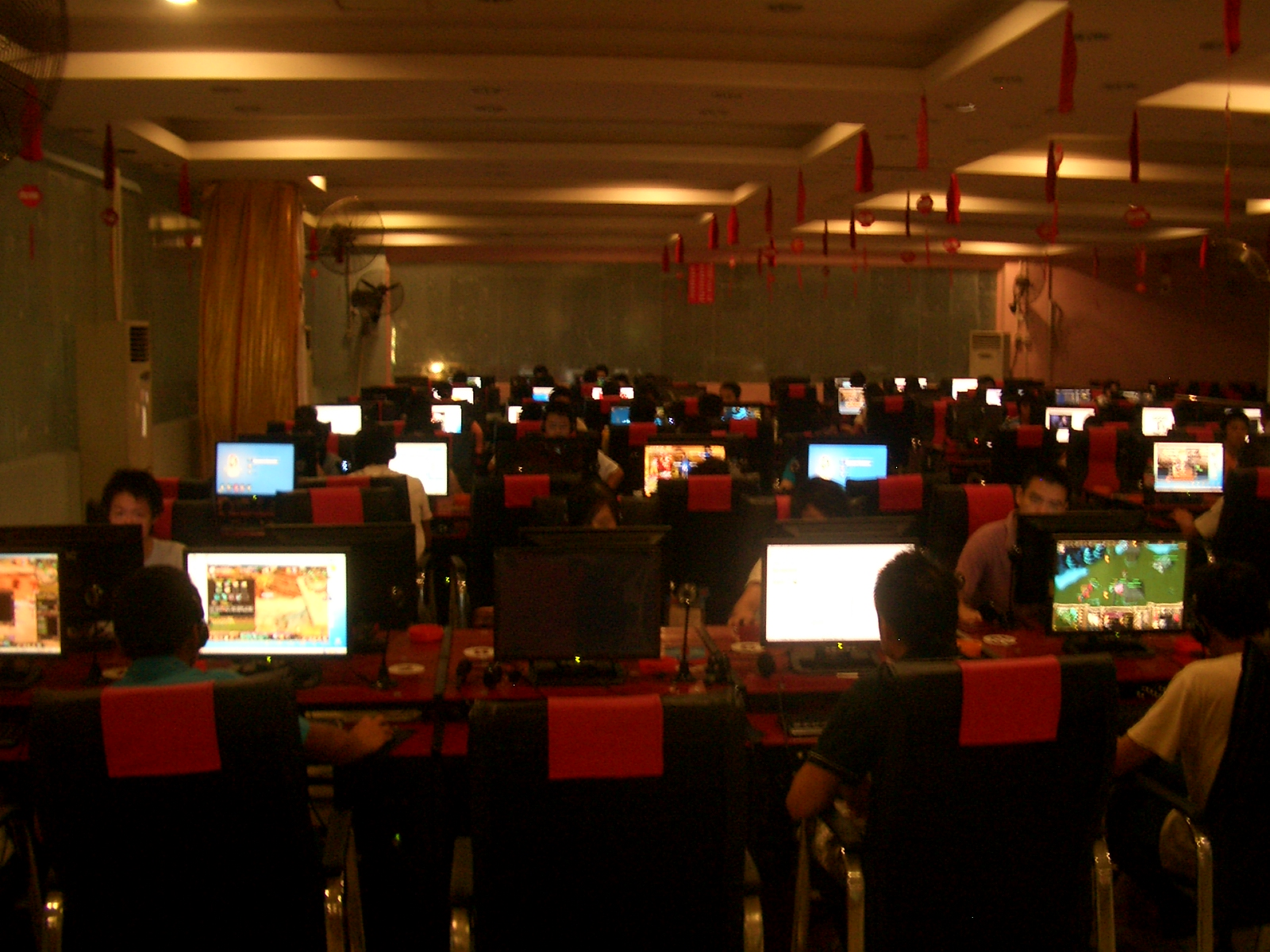
合肥一間網咖的遊戲群體

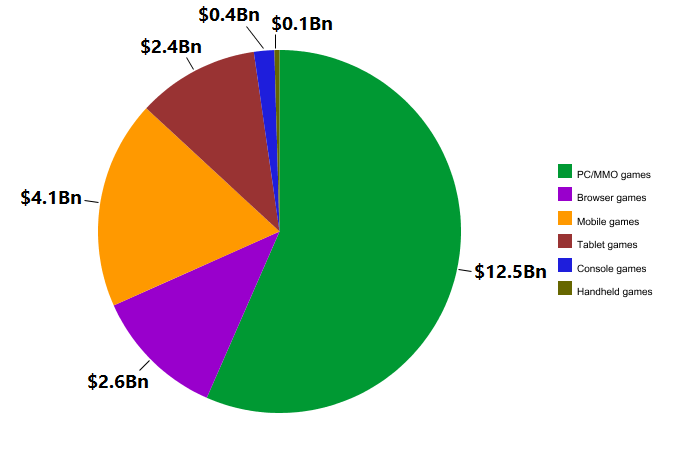
2015年各類遊戲营收额的中国游戏市场

中华人民共和国电子游戏产业2020年產值为442亿美元，超过美国（421亿），為世界第一大游戏市场，有超过5亿人游玩电子游戏。中國的遊戲行業佔全球份額於2015年超過了美國遊戲行業佔全球的份額，到2022年僅廣東省遊戲營收就佔全球營收的四分之一。由於其市場規模，中國被稱為“世界遊戲產業之都”，同時也是一些遊戲公司巨頭的創立地。中國同樣在电子竞技的發展中扮演了重要的角色。中文電子遊戲產業涉及电子游戏开发、市场营销和销售等领域。

## 歷史

### 遊戲機時代

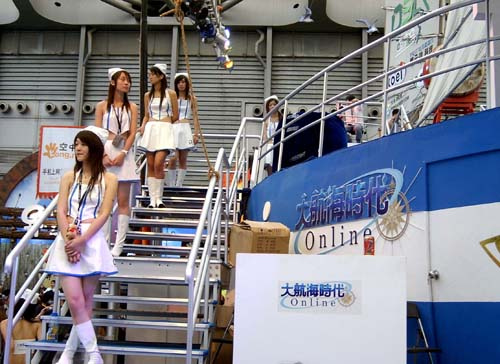
2006年Chinajoy展台一角

廣義上講，中國電子遊戲市場的增長與中國1990年代至今的技術和數字經濟的擴張息息相關，到2016年，中國電子遊戲市場國內生產總值的30%以上。
20世紀70年代末電子遊戲產業在北美進一步發展時，中國刚宣布改革开放政策。在媒體方面，該國技術上落後於世界上許多其他國家。改革的一部分是使其媒體系統現代化，幫助促進公民的經濟繁榮。因此，這時的中國很少能看到街机或是如雅達利2600這樣的第一世代遊戲機。
1983年美国游戏业大萧条嚴重破壞了北美的電子遊戲市場，之後日本成為全球市場的主導者，引領了包括任天堂的红白机在內的第三世代遊戲機。此時，中國的經濟已經明顯得到改善，日本開始向中國大批量銷售遊戲機。然而，在中國進口這些產品的成本很高，除硬件和遊戲要徵收130%的關稅外還要徵收增值稅。當時中國對遊戲機的需求量很大，但只有少數外國公司能夠負擔的起高昂的進口成本，因此，中國形成了仿製電子遊戲的灰色市場——即以可能會造成盜版問題及非法的侵犯版權為代價，以比進口遊戲機低得多的成本反向製造遊戲機和遊戲。
電子遊戲機繼續流行於20世紀90年代的中國，這引起了媒體對電子遊戲成癮的高度關注，電子遊戲開始在媒體上被稱為“電子海洛因”。甚至20世紀90年代之前，許多中國人就認為電子遊戲對玩這些遊戲的人產生了負面影響，而這一人群在這十年中不斷擴大。電子遊戲對青少年的影響是各方爭論的焦點，大多數人認為電子遊戲會分散學生的注意力，使他們無法升入大學。電子遊戲機的流行部分是由中國的一孩政策造成的，沒有兄弟姐妹的孩子很少有其他人可以交流，在學校之外除了打遊戲外也沒有什麼事情可以做。中國政府對反成癮方面的工作也使外國公司不願意嘗試進入中國市場。
中国大陆的游戏业起步较晚，1994年金盘电子推出的神鹰突击队是中国大陆最早的电脑游戏；1995年2月成立的前导软件是早期的著名公司，由IDGVC投资，1996年推出官渡，之后的赤壁更是最早中文即时战略游戏；因为管理层和市场的估计不足公司1998年关闭，之前发布了赤壁的源代码以及与Intel合作的OEM产品齐天大圣。 ；目标软件也是1995年成立，比前导晚了2个月，但同年即发布了铁蹄惊雷，仅在美国发售；1998年推出的铁甲风暴(Metal Knight)受到国内外好评；1995年5月，金山软件的西山居工作室成立，1996年2月和5月分别出版了中关村启示录、中国民航，1997年出版模仿仙剑奇侠传的剑侠情缘；1996年3月成立的鹰翔软件工作室，出品了生死之间系列等知名遊戲在90年代為眾人樂道。與此同時台灣的遊戲業起步較早十多年如大宇資訊和光譜資訊、第三波等公司由初期的代理美日遊戲到學習技術後開始自製中文色彩遊戲，如仙劍奇俠傳、金庸群俠傳、三國群英傳等外國不可能涉獵的題材傳至中國大陸後成為一時熱門，諸多廠商日後也前往中國大陸設廠開啟了兩岸遊戲的合作。

### 網絡遊戲時代
21世紀後中國大陸市場迅速進入網路遊戲時代，同時政府開放外資公司遊戲大舉進入擠壓了國產開發商市場陷入一波國產低潮期，許多國產網路遊戲公司為快速求生存則是購買外商舊一代的遊戲引擎進行換皮，也引發了國內玩家對於國產遊戲的惡感和蔑視，直到2015年後手機性能大升造成手機遊戲崛起，同時國產遊戲業經過多年淘汰與整合有大批新工作室成立並採取與巨頭級公司如騰訊、網易等合作方式取得資金和管理面服務來發展，較多人才開始願意投入電玩並將之視為大型產業，王者榮耀、列王的紛爭等現象級席捲全國的一些國產手機佳作開始出現並外銷國外市場，尤其荒野行动遊戲攻入了視為傳統電玩大國的日本並在單年斬獲了20億人民幣以上收入引起注目，但該遊戲其實模仿了韓國遊戲絕地求生。
國家鼓勵的電競產業迅速藉由直播產業攜手擴散，電玩已經跳脫出了傳統業餘娛樂領域成為真正的主力行業之一。同時steam或wegame等國內外平台給予業餘和個人遊戲製作者生存空間，硬核機甲、波西亚时光、太吾绘卷等出人意料的國產單機遊戲在網路時代殺出一條生路，與外國同類單機遊戲開始有同台競爭的素質。
2015年調查中国游戏用户数达到5.34亿人，市场实际销售收入达到1407亿元人民币；国家版权局批准出版游戏约750款，其中
- 移动游戏占49.7%
- 网页游戏占32.8%
- 客户端游戏占11.2%
- 電視遊樂器占6.3%

當年中国上市游戏企业171家，企业市值47605.84亿元。
2018年的中國電子遊戲調查報告顯示，中国游戏用户规模达6.26亿人同比增长7.3%成為世界最大單一遊戲市場，销售收入占全球游戏市场比例为23.6%幾乎達全球四分之一的遊戲營收來源，同時遊戲開發人員成為電腦界薪資最高職位，有玩過電競類遊戲玩家也突破4.3億人。
2023年2月14日，中国音数协游戏工委（GPC）、中国游戏产业研究院共同发布《2022年中国游戏产业报告》。报告显示，去年中国游戏市场实际销售收入2658.84亿元，同比下降10.33%。游戏用户规模6.64亿，同比下降0.33%。2022年自主研发游戏国内市场实际销售收入2223.77亿元，同比下降13.07%。 这也是游戏产业继2021年规模增长明显放缓之后，出现过去八年来的首次同比增速下降。报告指出，这表明游戏产业发展已进入存量市场时代。

#### 防沉迷系統爭議
中國網路遊戲規模做大後社会要求游戏企业践行社会责任，随游戏用户规模不断飆升，游戏对社会的影响正快速扩大，公眾对游戏企业要求也越来越高，倒逼游戏企业社会责任意识的提升。例如在2018年内《人民日报》等各级媒体频繁报道游戏相关沉迷问题，引发社会广泛讨论；多个学校也针对游戏提出了相关的规定、諸多知名遊戲也推出了防沉迷機制。2021年8月30日，國家新聞出版署出台新政策要求自9月1日起所有網絡遊戲企業僅在周五、週六、週日和法定節假日每日20時至21時向未滿18歲的未成年人提供1小時網絡遊戲服務，該管理規定十分嚴苛，引發議論。

#### 2023年监管新规争议
2023年12月22日，国家新闻出版署发布《网络游戏管理办法（草案征求意见稿）》，拟要求游戏平台不得设置每日签到、首次或连续充值奖励等诱导性奖励机制，进一步限制游戏成瘾、高额消费、微交易抽卡等行为。新规监督力度被认为是空前严厉，一度是造成腾讯、网易等游戏公司股价严重受挫，连带影响动漫、文化传媒类公司股价集体闪崩。尽管国家新闻出版署于当天发放新一批40个进口游戏版本，尽可能消除新规征求意见稿给市场造成的负面影响，当天A股仍有接近20只游戏股跌停。消息发布当天，多家游戏公司接获通知，称部分省的游戏协会开始收集成员企业意见向上反馈。到23日晚间，国家新闻出版署有关负责人出面回应，指《征求意见稿》旨在“保障和促进网络游戏行业繁荣健康发展，部门规章向社会公开征求意见是广泛听取意见、完善规章条款的过程，将在继续听取相关部门、企业、用户等各方意见的基础上进一步修改完善”。
2024年1月，路透社援引五名消息人士，称中宣部出版局负责人冯士新已经被免职，原因可能与国家新闻出版署公布《网络游戏管理办法（草案征求意见稿）》有关。由于当局尚未正式宣布冯士新被免职，消息人士拒绝透露姓名。